# Tipula vernalis

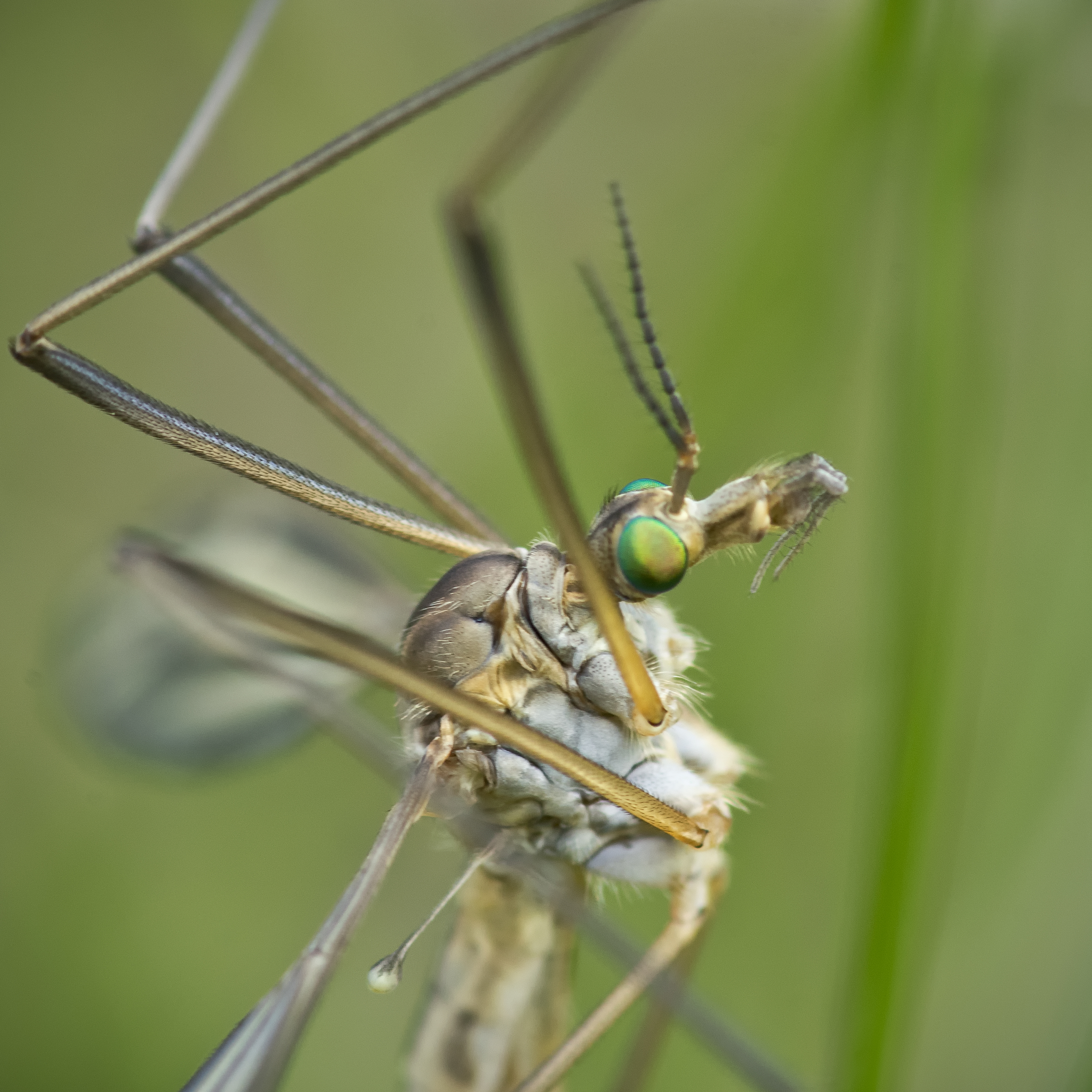
Nahaufnahme des Kopfes

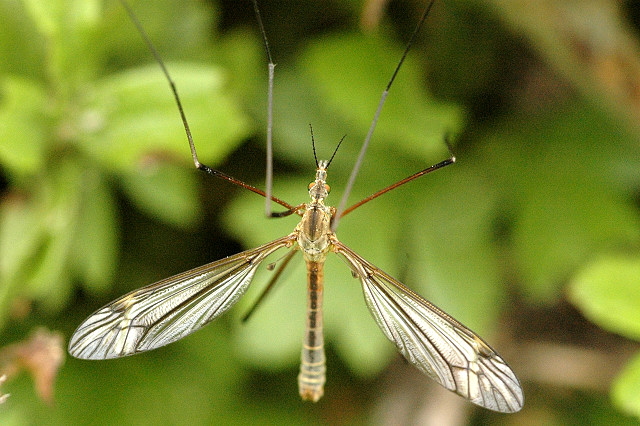
Dorsalansicht

Tipula vernalis ist eine Mücke aus der Familie der Schnaken (Tipulidae).

## Merkmale
Die Schnaken erreichen eine Körperlänge von 16–19 mm. Kopf und Thorax sind grau gefärbt. Auf dem Thorax befindet sich ein dunkel gefärbter dreiecksförmiger Fleck. Die Augen der Schnaken sind leuchtend grün. Nach dem Tod geht diese Färbung verloren. Über die Oberseite des orange gefärbten Hinterleibs verläuft ein charakteristisches dunkles Band. Ein weiteres Merkmal der Schnakenart bildet die Musterung der dunkel gefärbten Flügeladern.

## Verbreitung
Tipula vernalis kommt in weiten Teilen Europas vor und ist recht häufig. In Großbritannien ist die Art ebenfalls vertreten.

## Lebensweise
Die Schnakenart findet man in feuchten Waldbiotopen und Sumpfgebieten. Die Schnaken beobachtet man von April bis Juni. Die im Boden lebenden Larven fressen an den Wurzeln verschiedener Gräser. Die adulten Schnaken saugen Pflanzennektar.

## Taxonomie
In der Literatur finden sich noch folgende Synonyme:
- Tipula breviterebrata Macquart, 1826
- Tipula lactipennis Lindemann, 1846
- Tipula lineola Meigen, 1818
- Tipula nigricornis Strobl, 1910 non Macquart, 1826
- Tipula pendens Harris, 1776
- Tipula variegata Linnaeus, 1758

## Etymologie
Tipula vernalis wird auch als Frühlingsschnake bezeichnet. Der lateinische Name vernalis bezieht sich auf das „Frühjahr“. 